# Карл Фрідріх Айхгорн
Карл Фрідріх Айхгорн (нім. Karl Friedrich Eichhorn; 20 листопада 1781, Єна — 4 липня 1854, Кельн) — німецький юрист та викладач, син Йоганна Готфріда Айхгорна.

## Біографія
Карл Фрідріх Айхгорн народився 20 листопада 1781 року у місті Єні. У 1797 році закінчив Геттінгенський університет. У 1805 став професором права Університету Віадріна у Франкфурті-на-Одері, з 1811 року зайняв кафедру по ньому ж у Берлінському університеті імені Фрідріха Вільгельма. У 1813—1814 роках брав участь у війні за визволення, служив у кавалерії і після закінчення війни був нагороджений Залізним хрестом.
У 1817 році йому запропонували кафедру права в Геттінгені, на що він погодився, покинувши Берлін, і став успішним викладачем. 1828 року пішов у відставку. Його наступник на кафедрі права у Берліні помер у 1832 році, після чого він повернувся до викладання на цій кафедрі, але пішов у відставку через два роки після цього. У 1832 році він також отримав призначення в міністерство закордонних справ, яке він, поряд з роботою в багатьох державних комітетах і веденням досліджень та написанням творів у галузі права, займав до своєї смерті в Кельні.
Ейхгорн поклав початок науковому вивченню німецького права разом із Савіньї був засновником німецької історичної школи права — саме її гілки, що називається школою германістів. Серед його численних учнів був, зокрема, Карл Густав Гомайєр.
Його класична праця «Deutsche Staats- und Rechtsgeschichte» (4 томи, Геттінген, 1808—1823; 5-е видання, 1843—1845) за широтою концепції зберігало своє значення довгий час. Разом із Савіньї Ейхгорн заснував у 1815 році «Zeitschrift für geschichtliche Rechtswissenschaft», призначену для пропаганди ідей нової школи. З інших праць Айхгорна відомі «Einleitung in das deutsche Privatrecht mit Einschluss des Lehnrechts» (5-е видання — Геттінген, 1845).
Карл Фрідріх Айхгорн помер 4 липня 1854 року у місті Кельні.